# Bo Yang
Bo Yang, nato Guō Dìngshēng (郭定生) (cinese tradizionale: 柏楊; cinese semplificato: 柏杨; pinyin: Bó Yáng; Kaifeng, 7 marzo 1920 – Xindian, 29 aprile 2008), è stato uno scrittore cinese.
Conosciuto anche con lo pseudonimo di Baiyang, nelle trascrizioni in alfabeto latino il suo nome viene spesso scritto Bo Yang come se Bo fosse il cognome, tuttavia l'autore scelse il nome Boyang come pseudonimo negli anni sessanta. Secondo i suoi memoir, egli stesso non conosceva la data del suo compleanno, per questo adottò come giorno di nascita la data del suo arresto avvenuto nel 1968, il 7 marzo.

## Biografia
Nato con il nome di Guō Dìngshēng (郭定生) nella provincia cinese dello Henan, la sua famiglia ha avuto origine nella Contea di Hui (輝縣), attualmente parte di Xinxiang, Henan. Il padre di Boyang gli cambiò successivamente il nome in Guō Lìbāng (郭立邦), per facilitare il trasferimento da una scuola ad un'altra. Lo stesso autore più tardi si cambiò il nome in Guo Yìdòng (郭衣洞). Durante gli anni della scuola superiore, il giovane Boyang prese parte alle organizzazioni giovanili del Kuomintang, il partito che allora dominava la Repubblica di Cina e al quale lo scrittore si iscrisse ufficialmente nel 1938. Si laureò alla National Northeastern University, ma dopo che il suo partito perse la guerra civile in favore del PCC nel 1949, egli si trasferì a Taiwan.
Nel 1950, fu arrestato e incarcerato per sei mesi con l'accusa di aver ascoltato una trasmissione radiofonica della Cina comunista. Uscito di prigione si dedicò a diversi lavori, tra i quali quello di insegnante. Fu in questo periodo che iniziò a scrivere romanzi. Nel 1960 iniziò a firmarsi con lo pseudonimo Boyang, nome derivante da un luogo delle montagne taiwanesi, che utilizzò per la prima volta dopo aver scritto un commentario politico nel quotidiano Independent Evening News. L'anno successivo, 1961, ottenne il successo per il romanzo The Alien Realm (異域 Yìyù), che raccontava la storia delle forze del Kuomintang che avevano combattuto a sudest della Cina dopo il ritiro degli stessi capi di partito a Taiwan.
Boyang fu arrestato nuovamente nel 1967, e dal 1969 fu incarcerato per nove anni nella prigione di Green Island come prigioniero politico, con l'accusa di "essere un agente comunista ed attaccare i capi nazionali". L'arresto è stato causato dalle critiche involontarie al dittatore di Taiwan Chiang Kai-shek, in particolare per una traduzione che l'autore aveva fatto di un fumetto di Braccio di Ferro. Nel fumetto, Braccio di Ferro e Pisellino sono appena atterrati su un'isola deserta. Braccio di Ferro dice: "Tu puoi essere il principino", al che Pisellino risponde: "Io voglio essere presidente". Nella scena successiva, Braccio di Ferro continua: "Perché, tu piccolo...", ma successivamente a questa frase detta a metà le parole sono troppo deboli per essere viste. Chiang vide questa traduzione come una provocazione dopo aver investito il proprio figlio Chiang Ching-kuo del ruolo di erede legittimo. Nello stesso fumetto, Boyang aveva tradotto la parola "compagni" con "miei compagni soldati e compatrioti", citando una frase detta dallo stesso Chiang Kai-shek. Negli ultimi anni di vita, l'autore ha scritto nei suoi memoir che non aveva alcuna intenzione di insultare il capo politico. L'originale sentenza di incarcerazione di 12 anni fu successivamente ridotta a otto anni, dopo la morte dello stesso Chiang Kai-shek nel 1975. Il governo, tuttavia, si rifiutò di rilasciare Boyang dopo la fine della sentenza, finché non dovette sottostare alle pressioni di Amnesty International. Dopo il suo rilascio, l'autore prese parte attiva nella campagna per i diritti umani e la democrazia a Taiwan.
Uno dei suoi libri più venduti è Brutti cinesi (醜陋的中國人 Chǒulòu de Zhōngguórén), pubblicato in cinese nel 1985 e successivamente in lingua inglese nel 1992. La pubblicazione in Italia risale solo al 2007. Durante la sua prigionia, l'autore ha anche scritto diverse opere sulla storia della Cina.
Ha passato gli ultimi anni di vita a Taipei, dove è diventato presidente e membro fondatore della branca taiwanese di Amnesty International. Nel 1994 ha subito un intervento al miocardio, in seguito al quale è diventato molto cagionevole di salute. Ha ottenuto il titolo onorario di consigliere politico nazionale per l'amministrazione del Presidente Chen Shui-bian. Nel 2006, Boyang si è ritirato dalla scena letteraria, donando la maggior parte dei suoi manoscritti al Chinese Modern Literature Museum di Pechino. Gli è stato conferito un dottorato onorario dalla National Tainan University, alla quale lo scrittore ha anche donato diversi memorabilia e qualche manoscritto.
Boyang è morto di polmonite il 29 aprile 2009, in un ospedale vicino alla sua residenza di Xindian. Il 17 maggio 2008, le sue ceneri sono state sparse lungo le rive di Green Island, l'isola vicino alla costa taiwanese nella quale sussisteva il carcere in cui era stato imprigionato.

## Vita privata
Fu sposato cinque volte, l'ultima delle quali con Chang Hsiang-hua, ed ebbe cinque figli, nati dalle precedenti mogli.